# Ferdinand Hellmesberger

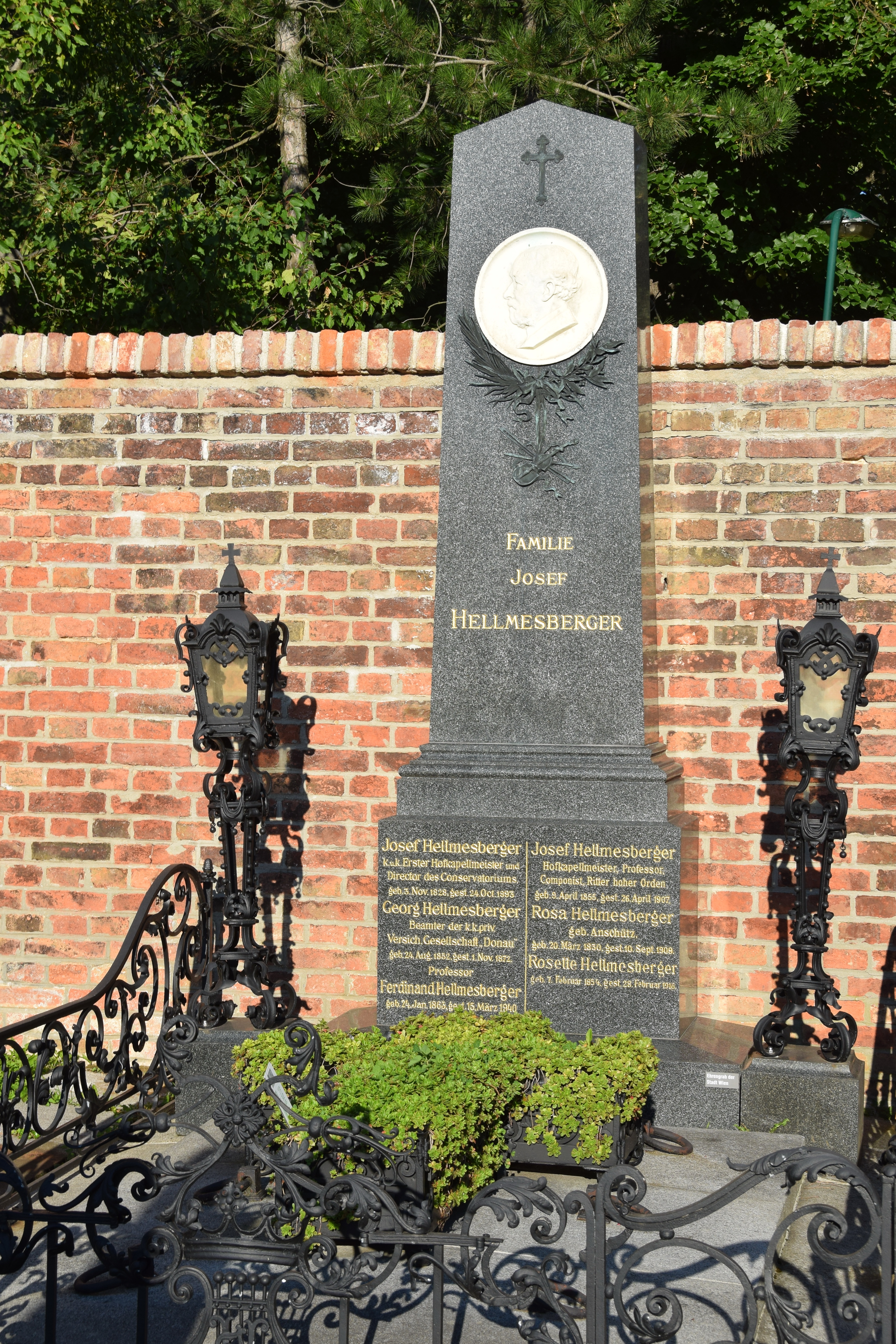
Tumba de Josef Hellmesberger en el cementerio de Hietzing

Ferdinand Hellmesberger (Viena, 24 de enero de 1863- Ibidem, 15 de marzo de 1940) fue un director de orquesta y violonchelista austriaco, nacido el 24 de enero de 1863, y fallecido el 15 de marzo de 1940.

## Biografía
Nació en Viena. Perteneció a la tercera generación de una familia austriaca de relevancia en el mundo de la música clásica. Fue nieto de Georg Hellmesberger, hijo de Josef Hellmesberger, sobrino de Georg Hellmesberger (hijo), y hermano de Josef Hellmesberger (hijo).
Estudió en el Conservatorio de Viena con Karl Udel al chelo, y Anton Bruckner en Teoría de la música. Desde 1883 formó parte del Hellmesberger Quartet.
En 1884, con veintiún años, comenzó a dar clases en el Conservatorio de Viena, logrando la plaza de profesor en 1889, plaza que ocupó hasta 1902.
En 1896 se convirtió en el chelo de la Orquesta de Estado de Viena. En 1902 fue maestro de capilla del Volksoper de Viena, bajo las órdenes de Carl Rainer Simons. Y en 1905 ocupó la plaza de director de ballet del Staatsoper Unter den Linden de Berlín.
Desde 1910 en adelante, trabajó como maestro de capilla en varias villas austriacas, de las cuales algunas son actualmente checas.
Tras su muerte, se cerró el ciclo de una familia dedicada durante tres generaciones a la música en Viena.